# Phillip A. Sharp
Phillip Allen Sharp (rođen 6. lipnja 1944.) je američki genetičar i molekularni biolog. Roberts je zajedno s Richard J. Robertsom, 1993. podijelio Nobelovu nagradu za fiziologiju ili medicinu za otkriće odvojenih gena.
Tijekom početnih godina istraživanja gena i molekula DNK, geni su bili zamišljeni kao kontinuirani segmenti unutar duge dvostruke uzvojnice molekula DNK. Ta se slika strukture gene promijenila nakon otkrića Robertsa i Sharpa, koji su neovisno jedan od drugoga 1977.g. otkrili da geni mogu biti diskontinuirani, tj. da određeni gen može biti prisutan u genetičkom materijalu (DNK) kao nekoliko znatno odvojenih segmenata. 

## Vanjske poveznice
- Nobelova nagrada - autobiografija (engl.)